# Silba gibbosa
Silba gibbosa är en tvåvingeart som först beskrevs av Meijere 1910.  Silba gibbosa ingår i släktet Silba och familjen stjärtflugor. Inga underarter finns listade i Catalogue of Life.